# Melanostoma bituberculatum
Melanostoma bituberculatum är en tvåvingeart som först beskrevs av Friedrich Hermann Loew 1858.  Melanostoma bituberculatum ingår i släktet gräsblomflugor, och familjen blomflugor. Inga underarter finns listade i Catalogue of Life.